# Česká misie v Chicagu
Česká misie v Chicagu (plným názvem České misie svatých Cyrila a Metoděje v Chicagu) je římskokatolická organizace ve Spojených státech amerických, uznaná chicagskou arcidiecézí. Působí jako nevýdělečná a nepodnikatelská společnost, jejímž posláním je udržovat české náboženské a kulturní dědictví u krajanů žijících v Chicagu a v jeho okolí.

## Historie a činnost
První čeští kolonisté se usadili  oblasti Chicaga kolem roku 1852. Čeští emigranti a jejich potomci tu pak hráli významnou úlohu v hospodářství, politice, kultuře a také v náboženství. Existovalo tu mnoho českých svépomocných spolků, sdružení i náboženských společenství. Bylo postaveno několik českých kostelů, z katolických organizací byly nejvýznamnější Národní svaz českých katolíků, Orel, Velehrad a Klub Domov. V roce 1915 vycházelo v Chicagu asi 40 českých novin a časopisů a působilo tu 12 samostatných českých farností. Legendou je Antonín Čermák, narozený roku 1873 v Kladně a v letech 1931–1933 chicagský starosta.
K českému původu se ve městě v současné době hlásí kolem sta tisíc lidí (odhad z roku 2013). Česká misie, která plní roli farnosti, zajišťuje pro tuto komunitu české bohoslužby sloužené českým katolickým knězem, a díky ní se v Chicagu konají české svatby, křty i pohřby a další náboženské, kulturní nebo společenské akce. Podle stanov přijatých v roce 2003 řídí činnost misie 12členná misijní rada, které předsedá mons. Dušan Hladík.
K aktivitám misie patří i česká škola pro děti (Sobotní škola kardinála Berana). Misie vydává český katolický měsíčník Hlasy národa (Voices of the Nation), distribuovaný pro celou Ameriku a Kanadu. Činnost české misie v Chicagu využívají také Slováci žijící v této oblasti.   
Z původních jedenácti českých kostelů už funguje pouze jeden, kostel Panny Marie Svatohorské v Ciceru. Do této původně výrazně české čtvrti Chicaga se ovšem později přistěhovali zejména Mexičané, zatímco Češi se stěhovali do bohatších čtvrtí. Češi ale mají k dispozici nový kostel Českých patronů v Brookfieldu.